# Misstress Barbara

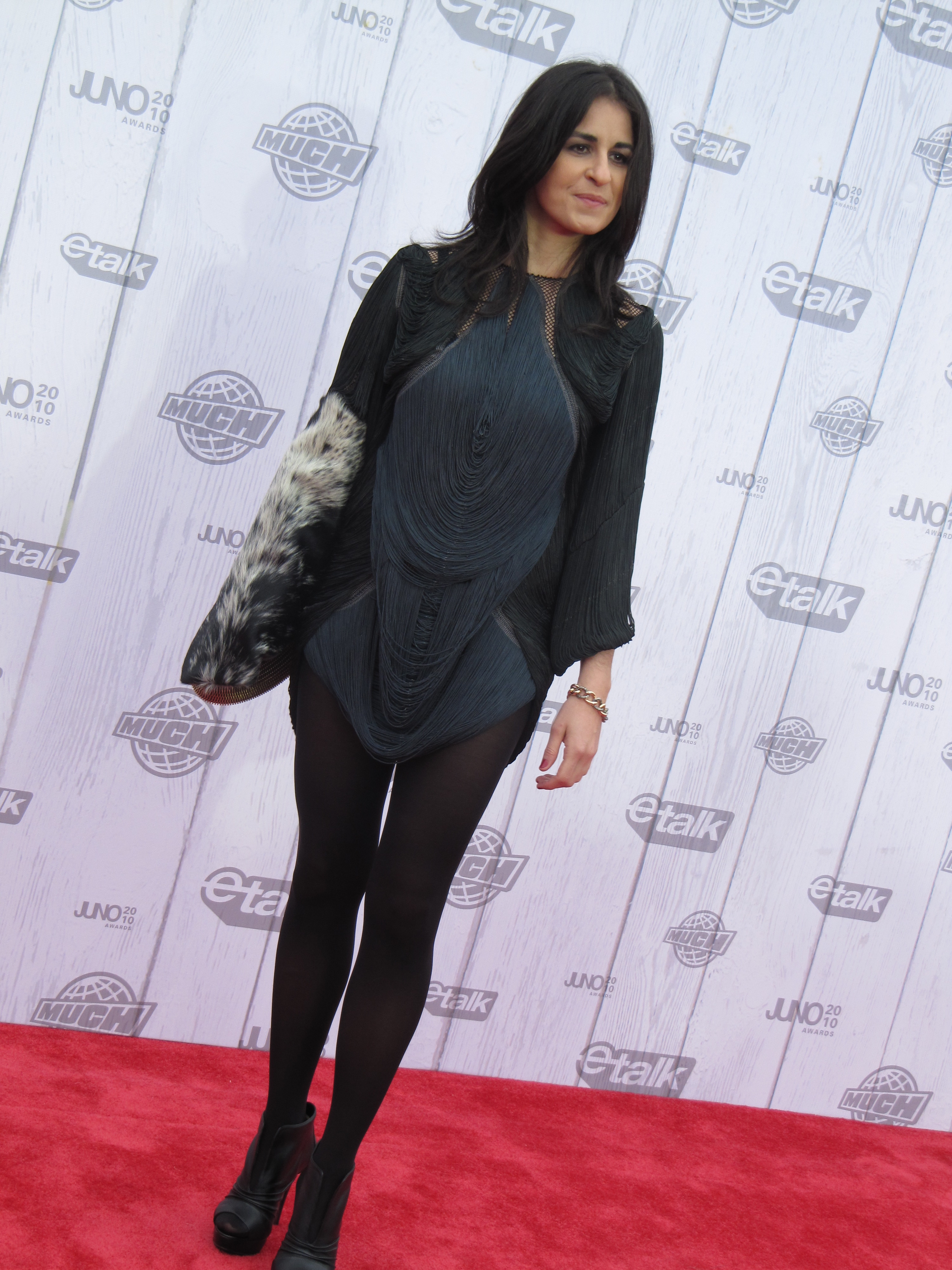
Misstress Barbara 2010

Misstress Barbara (bürgerlich Barbara Bonfiglio; * 3. Dezember 1975 in Catania) ist eine italienische DJ und Musikproduzentin. Sie lebt und arbeitet in Montreal. Im Laufe ihrer Karriere spielte sie weltweit in verschiedenen, renommierten Clubs und auf Festivals. Während ihre frühen Veröffentlichungen für Techno mit harten Beats bekannt waren, sind auf ihrem 2006 erschienenem Album Come with Me ein stärkerer Einfluss von Elektro-Funk und melodischere Rhythmen zu hören. Als sie acht Jahre alt war, zog sie mit ihren Eltern von Italien nach Kanada.

## Karriere
Misstress Barbara begann 1996 aufzulegen. Seitdem veröffentlichte sie zahlreiche EPs auf Labeln wie John Digweed’s Bedrock Records, James Holden’s Border Community, Carl Cox’s Intec Records, MapleMusic Recordings und vielen weiteren. 1999 gründete sie ihr eigenes Label unter dem Namen Relentless, welches seit 2003 Iturnem heißt. Auf ihrem 2009 erschienenem Debüt-Album I’m No Human hört man sie zum ersten Mal singen. Das Album enthält Features von Bjorn Yttling, Peter Bjorn and John, Sam Roberts und der Elektronik-Band Brazilian Girls. Als Musikproduzentin arbeitete sie oftmals auch für Fernsehsender oder die Werbeindustrie. So veröffentlichte sie zusammen mit Porsche einen Werbeclip. Im Januar 2018 gab sie die Arbeit an einem neuen Album bekannt.

## Diskografie

### Alben
- I’m No Human (MapleMusic Recordings, 2009)
- Many Shades Of Grey  (MapleMusic Recordings, 2012)

### EPs
- Steps Towards Comprehension – Tronic (Schweden) – März 1999
- April – Countdown 2000 (Schweden) – April 1999
- Auger Lyer (International Artists EP) – Intec (England) – August 1999
- Sagittarius – Zync (Schweden) – September 1999
- Endless Passion – Iturnem/Relentless (Kanada) – Oktober 1999
- Foreign Textures Vol. 1 (von Misstress Barbara & Christian Smith) – Primevil (England) – November 1999
- First Reality – Rotation (England) – November 1999
- Cry & Dry – Iturnem/Relentless (Kanada) – Dezember 1999
- Royal Comfort (by Foreign Textures: Misstress Barbara & Christian Smith) – Tronic (Schweden) – Januar 2000
- Barbara Brown presents: Dammelo, Mi Piace – Strive (Schweden) – February 2000
- For All There’s Left – Iturnem/Relentless (Kanada) – April 2000
- Relentless Desire – Primate (England) – Juni 2000
- Zero ID – Zero ID (England) – Dezember 2000
- Barbara Brown presents: Il Minestrone – Primary (England) – Dezember 2000
- Naked Thoughts – Default (Kanada) – Februar 2001
- Emotions on Plastic – Choice (Frankreich) – February 2001
- 666FVW – Primevil (England) – Februar 2001
- Effet Karma – Iturnem/Relentless (Kanada) – April 2001
- Growing Pains – Iturnem/Relentless (Kanada) – November 2001
- Barbara Brown presents: No More Boundaries, This Ain’t House! – Primary (England) – März 2002
- Misstress Barbara VS Barbara Brown Vol. 1 – Iturnem/Relentless (Kanada) – September 2002
- Misstress Barbara VS Barbara Brown Vol. 2 – Iturnem (Kanada) – März 2003
- In Da Mooda Da Nite – Iturnem (Canada) – May 2004
- Gloria Grande – Iturnem (Kanada) – August 2004
- On Fire (by Misstress Barbara & Carl Cox) – April 2005 – 23rd Century (England)
- Come With Me… – Iturnem (Kanada) – April 2006
- K–10 / Azzurri – Bedrock (England) – Oktober 2006
- Barcelona – Border Community (England) – Februar 2007
- Don’t Leave / Come Back – Iturnem (Kanada) – May 2007
- Triangle of Love – Iturnem (Kanada) – Oktober 2010
- Finally Mine (H.O.S.H. feat. Misstress Barbara) – Diynamic (Deutschland) – November 2010
- Tu Seras Mon Roi – Iturnem (Canada) – February 2011
- Et Il Bat – Iturnem (Canada) – March 2011
- The Right Time (Rogers Cup Instrumental Mix) – Iturnem (Kanada) – August 2011
- Tenno 5 (part of the Ground Under Ibiza 1 compilation) – Bedrock (England) – July 2014
- Sir G / Mrs G – Tulipa (USA) – September 2014
- Zia / Closer – Tronic (Schweden) – März 2015
- Je Suis Charlie – Loose (Italien) – April 2015
- Need That / Do It Again – Tronic (Schweden) – Juli 2015
- I Feel It / Lied to You – Transmit (US) – September 2015
- Burning (part of the 15 Years of Terminal M – A Sides Vol. 2 compilation) – Terminal M (Deutschland) – Dezember 2015
- Eyes Wide Shut – Kombination Research (England) – May 2016
- Quarantine (part of the Sonar OFF week compilation) – Tronic (Schweden) – Juni 2016
- The Right Time (Rogers Cup 2016 Mix) – Iturnem (Kanada) – Juli 2016
- Storm Waves – Alleanza (Malta) – August 2016
- Don’t Tease Me – Intec Digital (England) – September 2016
- If You Can’t Be Mine (Drumcomplex & Misstress Barbara) – Complex LTD (Deutschland) – Oktober- 2016
- Ivory – Xerie (Spanien) – November 2016
- The Right Time (Rogers Cup Epic Mix) – Iturnem (Kanada) – August 2019
- My Mind Off You – Riot Recordings (Italien) – August 2019